# Mistrzostwa Afryki w rugby 7 mężczyzn
Mistrzostwa Afryki w rugby 7 mężczyzn – oficjalny, międzynarodowy turniej rugby 7 o zasięgu kontynentalnym, organizowany przez Rugby Africa cyklicznie od 2000 roku mający na celu wyłonienie najlepszej męskiej reprezentacji narodowej w Afryce. W imprezie mogą brać udział wyłącznie reprezentacje państw, których krajowe związki rugby są oficjalnymi członkami RA. Zawody służą również jako eliminacje do innych turniejów, jak World Rugby Sevens Series, puchar świata czy igrzyska olimpijskie.

## Zwycięzcy
| Edycja | Miejsce        | Zwycięzca         | Źródło |
| ------ | -------------- | ----------------- | ------ |
| 2000   | Nairobi        | Zimbabwe          |        |
| 2004   | Lusaka / Tunis | Kenia / Tunezja   |        |
| 2008   | Tunis          | Kenia             |        |
| 2012   | Rabat          | Zimbabwe          |        |
| 2013   | Mombasa        | Kenia             |        |
| 2014   | Harare         | Południowa Afryka |        |
| 2015   | Kempton Park   | Kenia             |        |
| 2016   | Nairobi        | Uganda            |        |
| 2017   | Kampala        | Uganda            |        |
| 2018   | Jemmal         | Zimbabwe          |        |
| 2019   | Brakpan        | Kenia             |        |
| 2022   | Kampala        | Uganda            |        |
| 2023   | Harare         | Kenia             |        |
| 2024   | Mapou          | Uganda            |        |
| 2025   | Port Louis     | Południowa Afryka |        |